# Spinus magellanicus
Il lucherino testanera (Spinus magellanicus (Vieillot, 1805)) è un uccello passeriforme della famiglia dei Fringillidi.

## Etimologia
Il nome scientifico della specie, magellanicus, si riferisce allo Stretto di Magellano e più in generale alla Terra del Fuoco, dalla quale provenivano i primi esemplari osservati: il nome comune, invece, è un chiaro riferimento alla livrea di questi uccelli.

## Descrizione

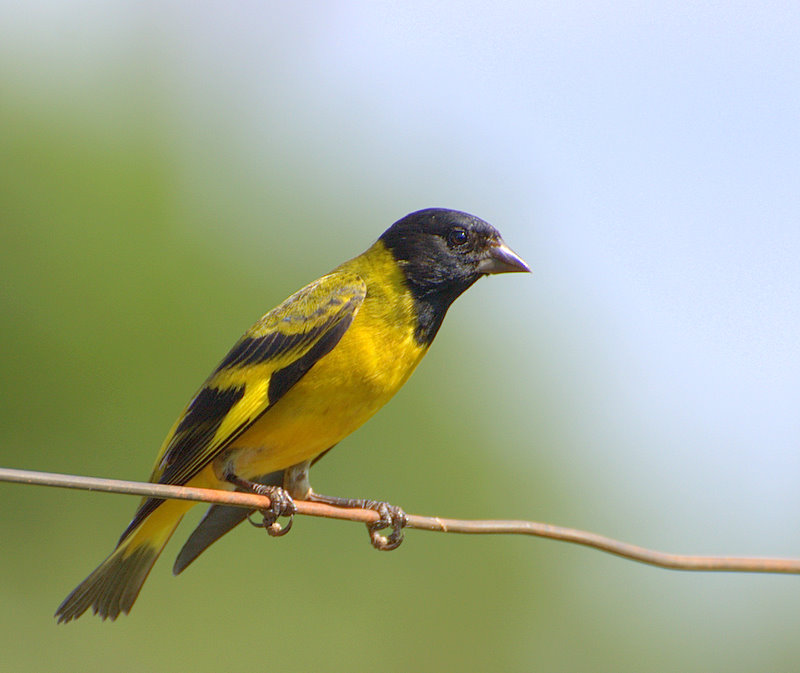
Maschio in Brasile.

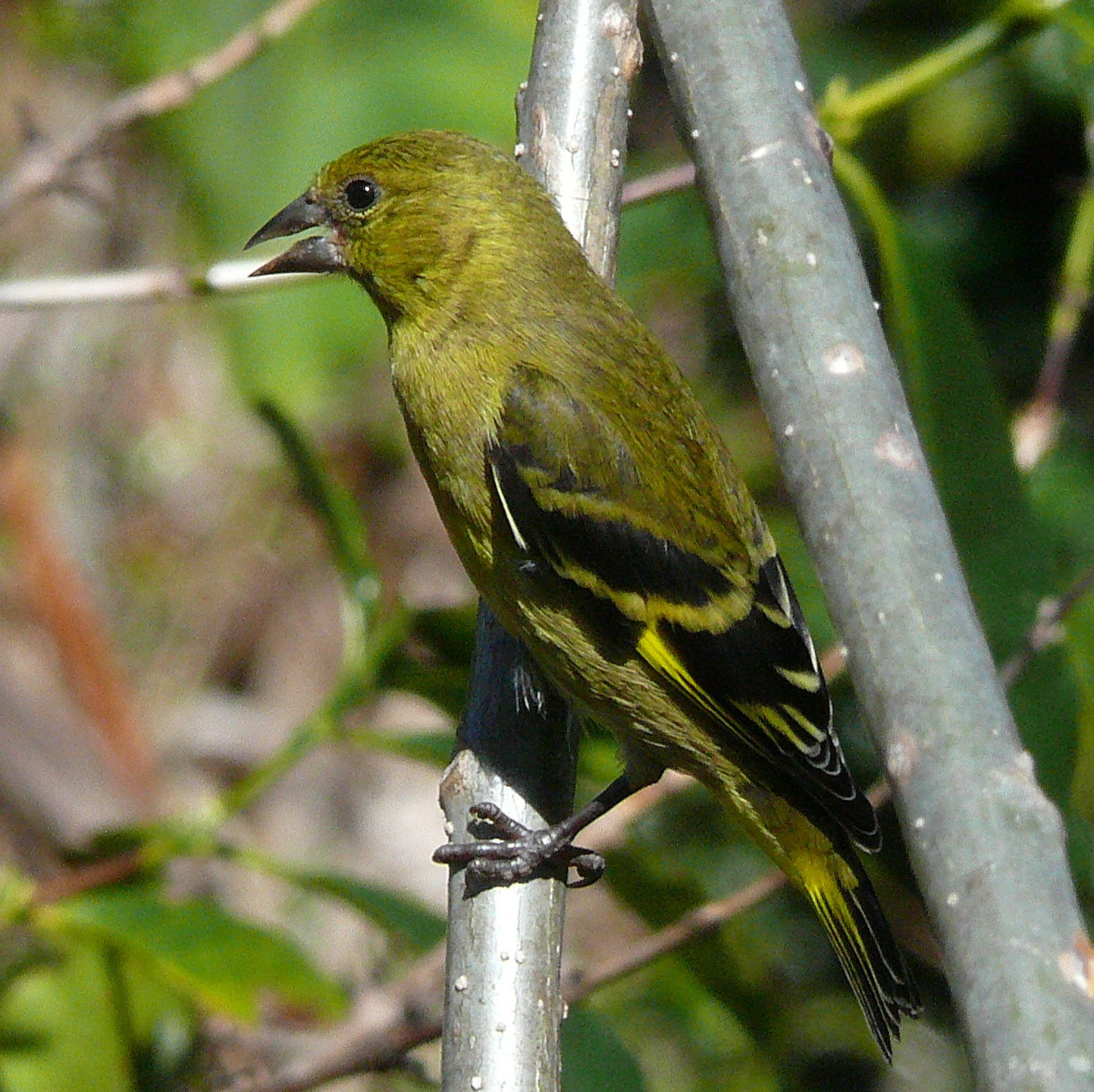
Femmina in natura.

### Dimensioni
Misura 10–12 cm di lunghezza, per un peso di 11-15,5 g.

### Aspetto
Si tratta di uccelletti dall'aspetto robusto, muniti di testa arrotondata, becco conico forte ma appuntito, ali anch'esse di forma appuntita e coda dalla punta lievemente forcuta.
Il piumaggio presenta dicromatismo sessuale: nei maschi è presente l'inconfondibile cappuccio nero che frutta il nome comune alla specie e che copre tutta la testa e la gola, così come nere sono ali e coda (sebbene le prime presentino specchi gialli su remiganti e copritrici), mentre il dorso e le scapole sono di color verde oliva e petto, ventre, codione e fianchi sono di colore giallo oro, che sul sottocoda tende a schiarirsi divenendo giallo limone. Le femmine, invece, mancano della pigmentazione nera cefalica (mentre persiste quella di ali e coda) e difettano quasi completamente anche del lipocromo giallo, presente sempre sulle ali oltre che sul codione e (sebbene sotto forma di sfumature più o meno decise) sull'area ventrale, col resto della livrea di colore grigio-olivastro, tendente a scurirsi nell'area cefalica.

In ambedue i sessi gli occhi sono di colore bruno scuro, le zampe sono di color carnicino-nerastro ed il becco è anch'esso dello stesso colore, con tendenza a scurirsi in punta.

## Biologia

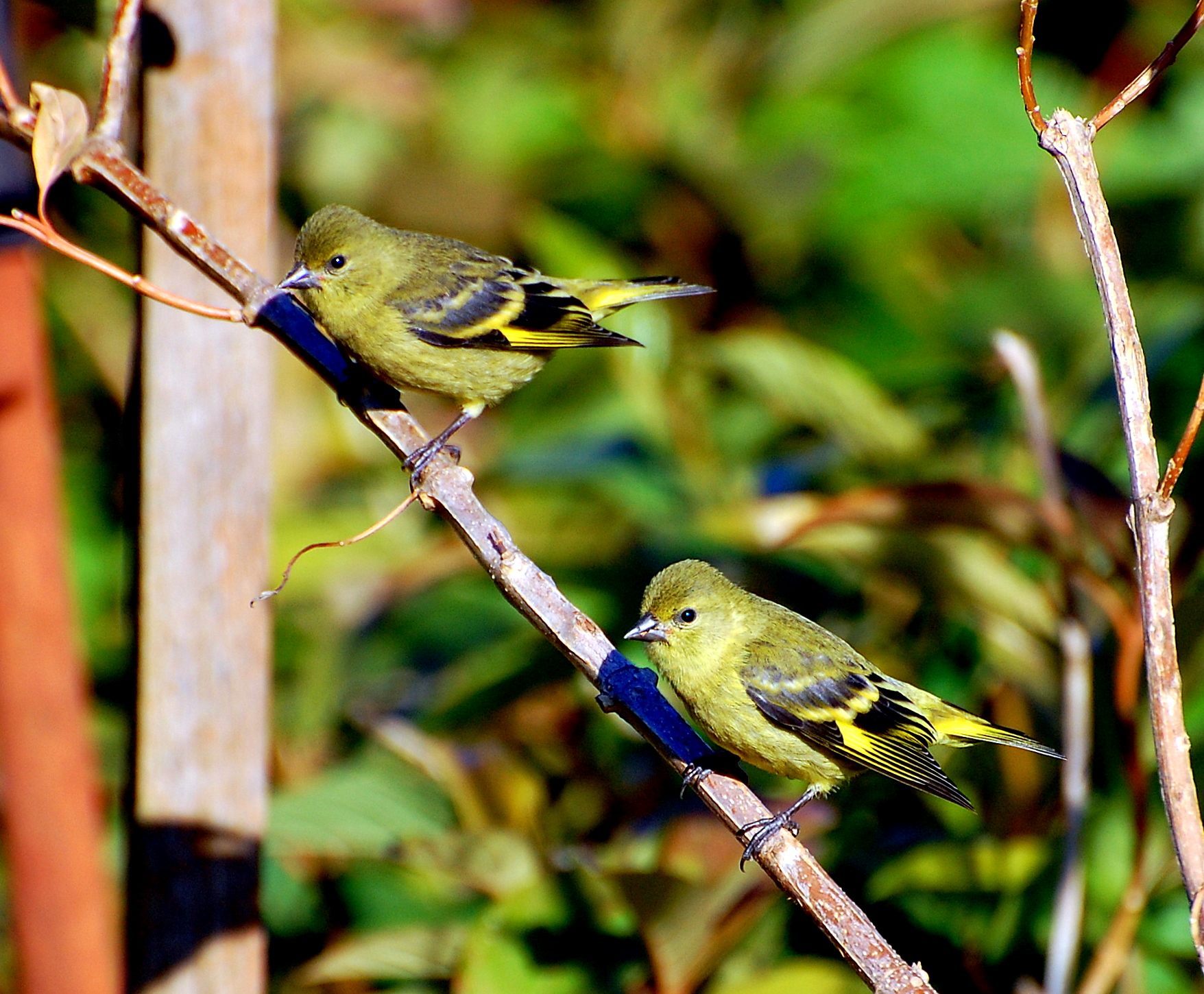
Due femmine a Piraju.

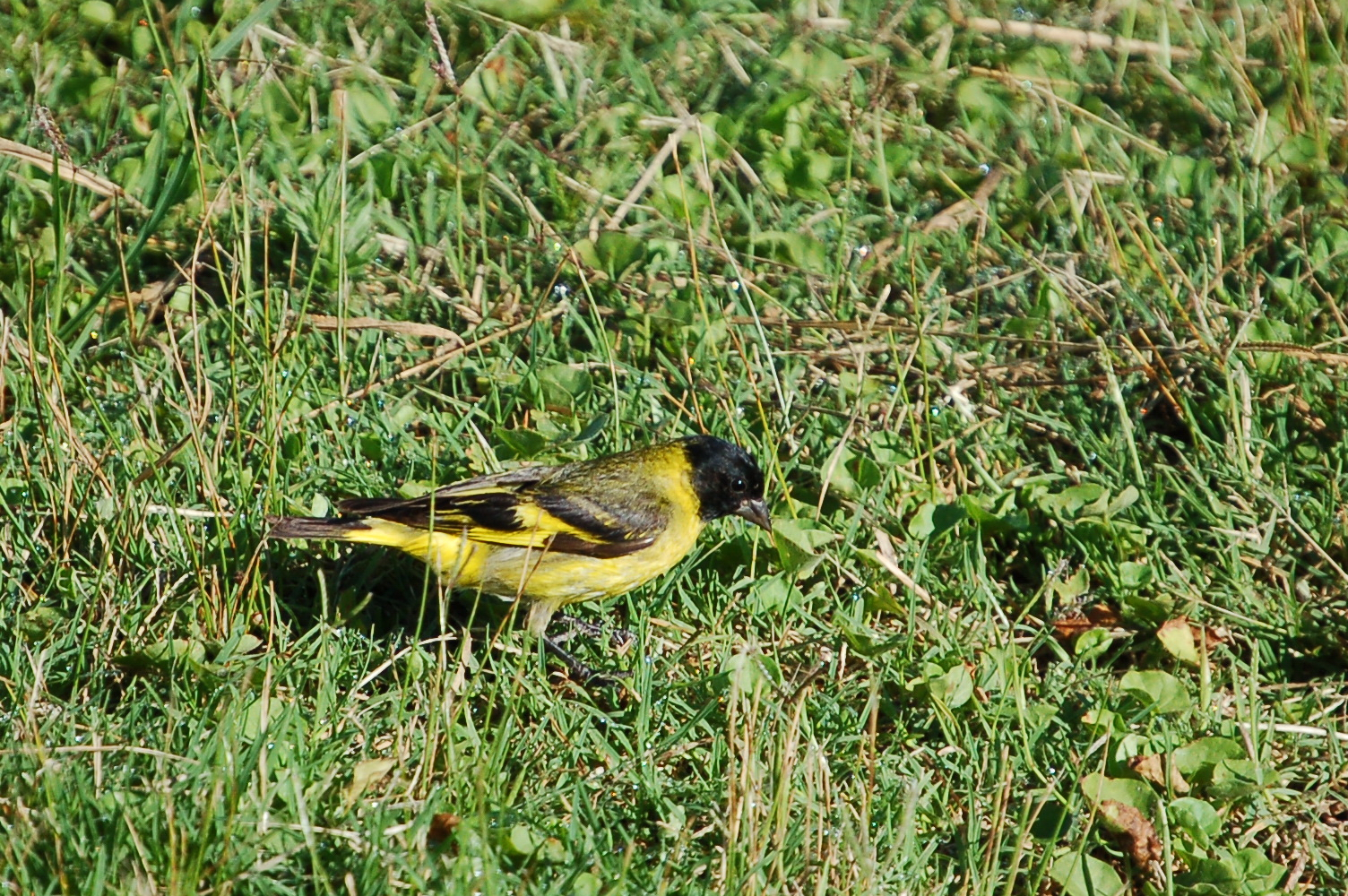
Maschio cerca il cibo al suolo.

Il lucherino testa nera è un uccelletto vispo e vivace, il quale all'infuori della stagione degli amori si riunisce in stormi anche numericamente consistenti: questi uccelli mostrano abitudini essenzialmente diurne, e tendono a passare la maggior parte della giornata alla ricerca di cibo. Nel farlo, essi si disperdono fra alberi e cespugli, fra l'erba alta o direttamente al suolo, spesso appendendosi a testa in giù fra i rami per meglio ricercare il cibo, alla caratteristica maniera dei lucherini: per non perdersi di vista, i vari membri di uno stormo si tengono in contatto fra loro mediante cinguettii e richiami pigolanti.

Al calar della sera, gli stormi si spostano, convergendo verso alberi o posatoi comuni dove trovano riparo per la notte.

### Alimentazione

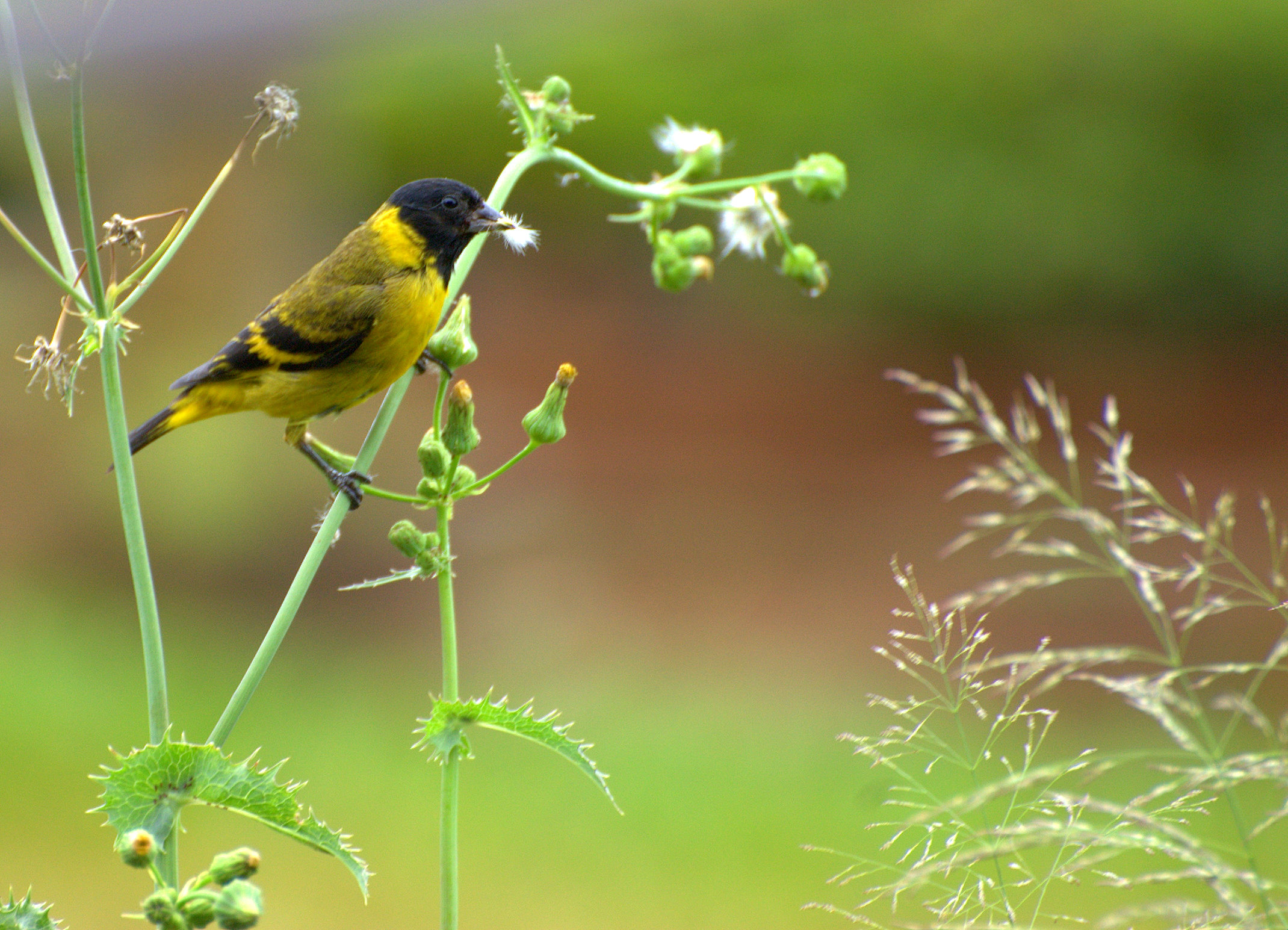
Maschio si nutre di tarassaco.

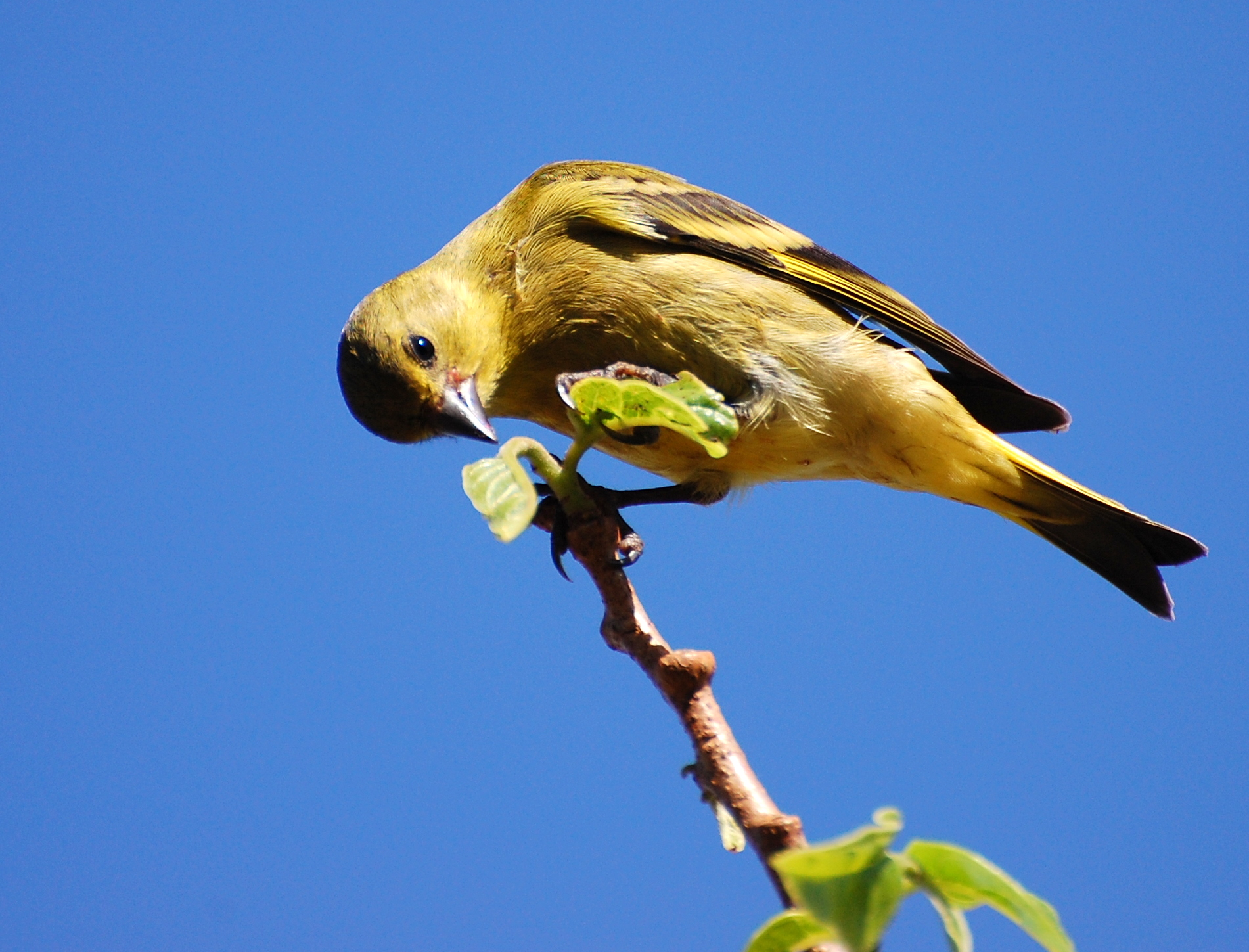
femmina mangia un germoglio.

Si tratta di uccelli dalla dieta in massima parte granivora, la quale risulta composta perlopiù di piccoli semi di graminacee, cardi e lattuga, ma che può comprendere a seconda della disponibilità stagionale anche semi di piante cespugliose o arboree, pinoli, bacche, frutta matura, germogli e foglioline tenere, nonché (sebbene sporadicamente ed in particolar modo durante il periodo riproduttivo, quando il fabbisogno energetico risulta molto accresciuto per via dell'allevamento della prole) insetti ed altri piccoli invertebrati.

### Riproduzione
Il periodo riproduttivo sembrerebbe molto esteso (da ottobre a luglio), facendo supporre che questa specie possa riprodursi durante tutto l'arco dell'anno privilegiando per farlo i periodi di abbondanza di cibo.

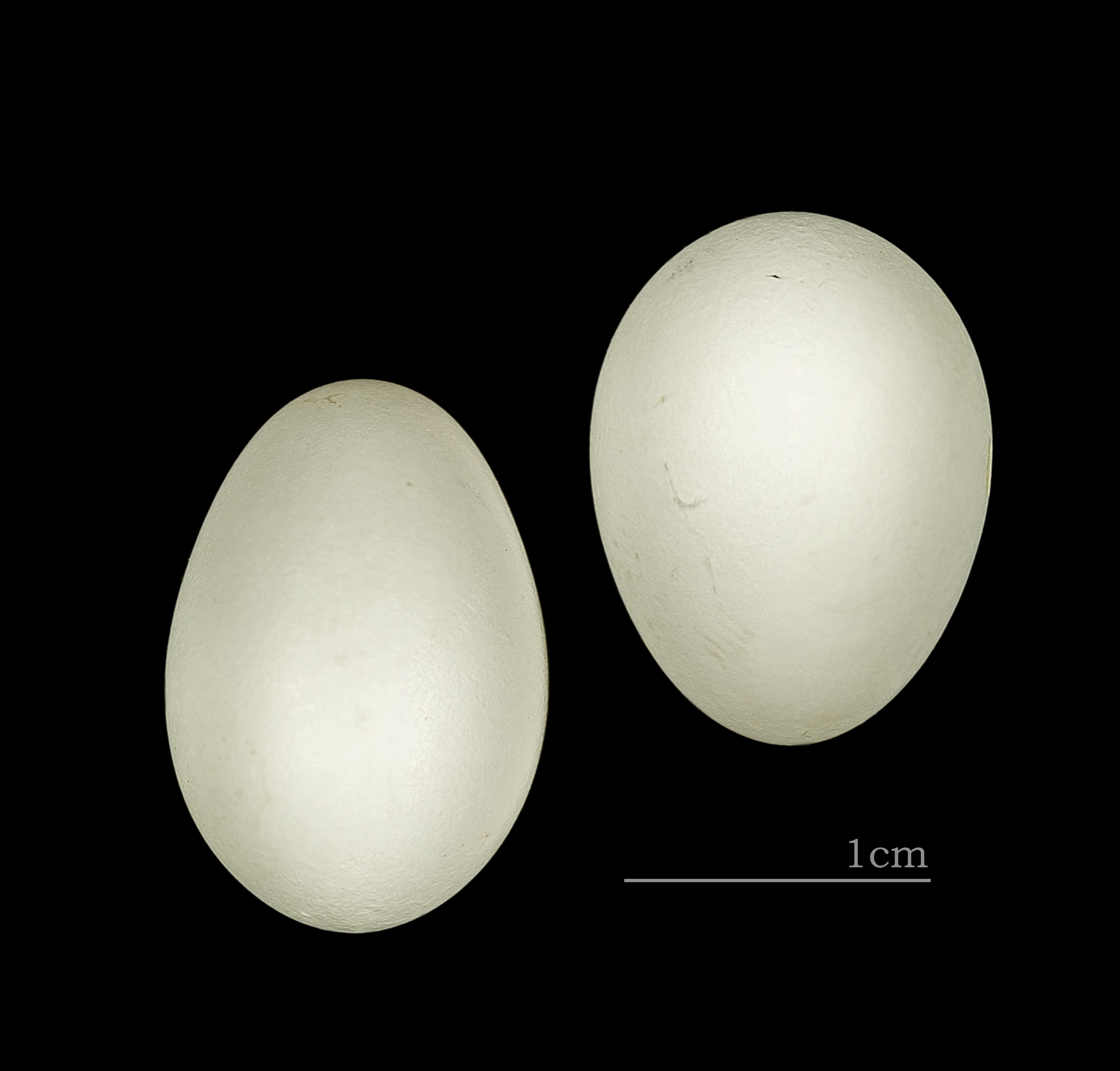
Uova al Museo di storia naturale di Tolosa.

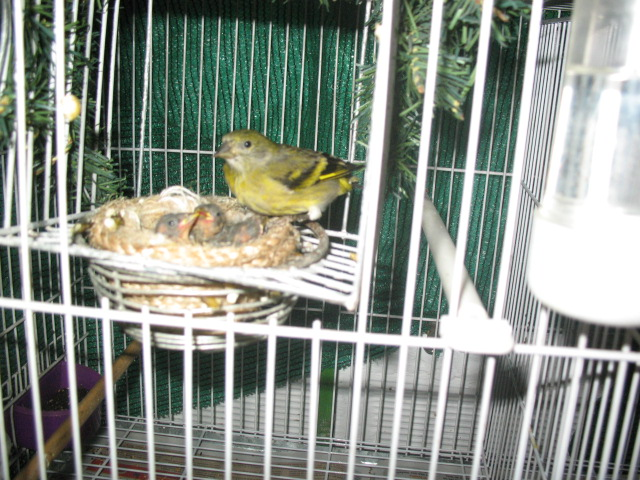
Femmina con pulli in cattività.

I lucherini testanera sono uccelli rigidamente monogami. I maschi competono fra loro per trovare una compagna cantando da posatoi in evidenza: il canto di questi uccelli è molto rapido e vario, e può talvolta includere pezzi di melodie di altre specie. Una volta individuata una potenziale compagna, il maschio comincia a seguirla con insistenza, cantando e tenendo la coda ritta e spiegata, per meglio mostrare il giallo del codione: se la femmina cede alle sue lusinghe ha luogo l'accoppiamento.

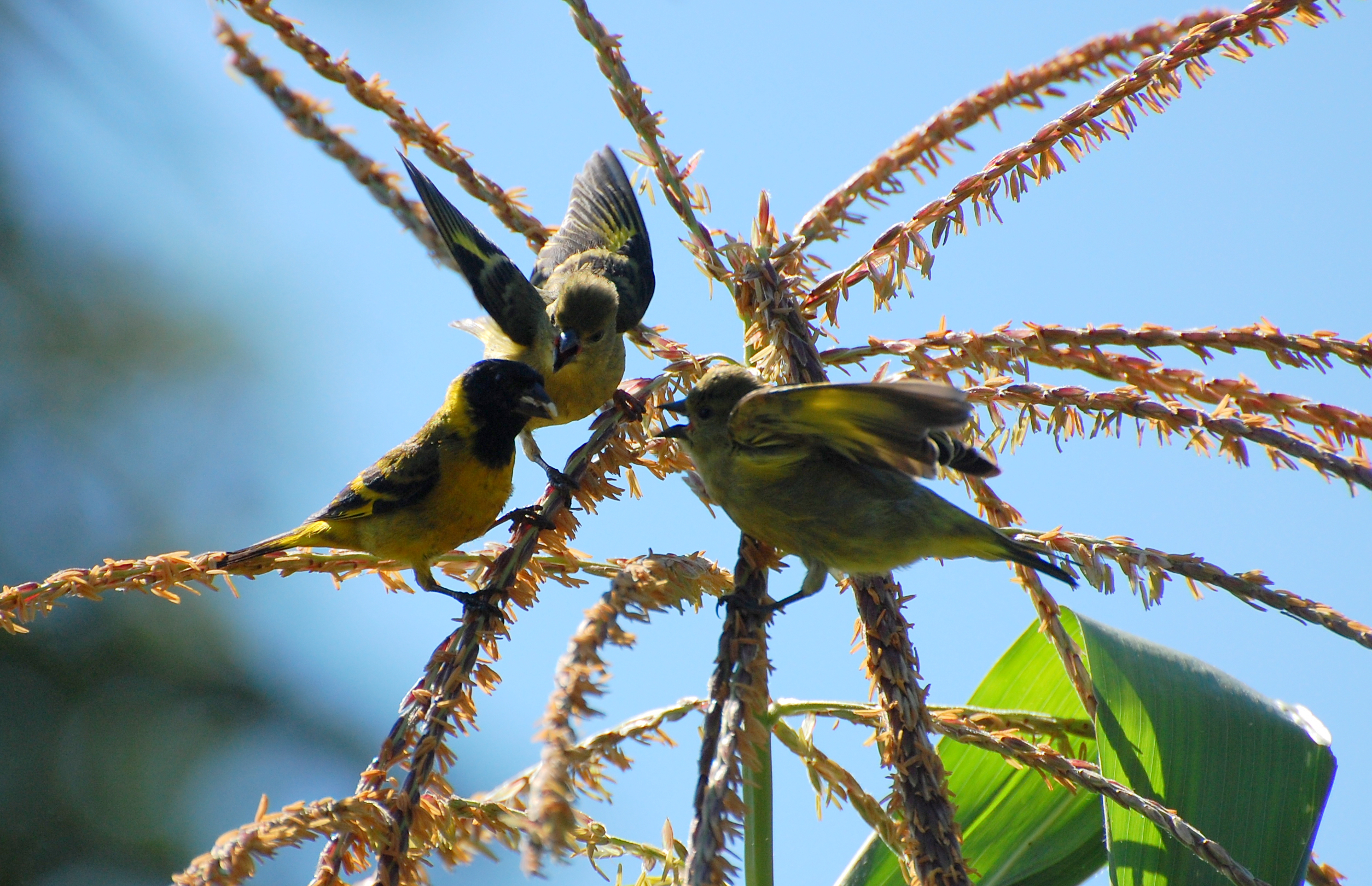
Due giovani chiedono l'imbeccata al padre in Brasile.

Il nido è a forma di coppa: esso viene costruito dalla sola femmina (col maschio che la segue durante gli spostamenti alla ricerca del materiale da costruzione e talvolta gliene fornisce una piccola parte, ma che non prende mai parte attivamente alla costruzione vera e propria) fra i rami di un albero, utilizzando fibre vegetali e rametti per la parte esterna e foderando l'interno con lanugine e piumino. All'interno del nido la femmina depone 3-6 uova biancastre con rade maculature brune ai poli, che provvede a covare da sola (il maschio staziona nei pressi del nido, cantando e tenendo d'occhio i dintorni, oltre ad occuparsi di reperire il cibo per sé e per la compagna) per circa due settimane.

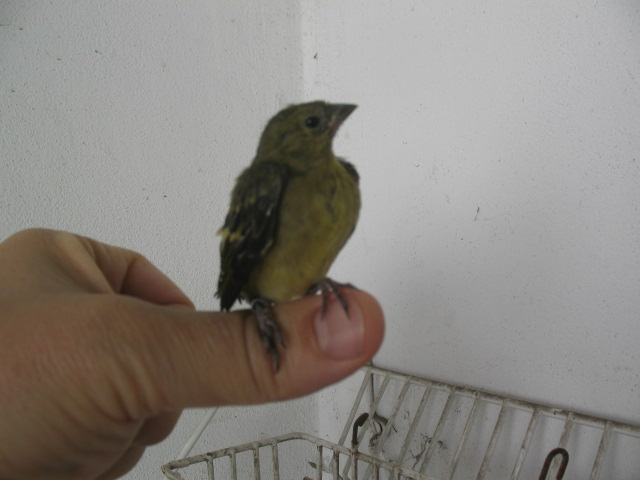
Giovane allevato in cattività.

I pulli sono ciechi ed implumi alla schiusa: essi vengono accuditi ed imbeccati abbondantemente da ambedue i genitori, che per farlo rigurgitano all'interno dei loro ventrigli semi verdi ed insetti. In tal modo, i nidiacei sono quasi completamente piumati e pronti per l'involo attorno alle due settimane dalla schiusa: è tuttavia molto difficile che i giovani lascino il nido in maniera definitiva prima del mese o del mese e mezzo di vita, continuando a stazionare nei pressi di esso e chiedendo, sebbene sempre più sporadicamente, l'imbeccata ai genitori (i quali non di rado stanno apprestandosi, se la disponibilità di cibo lo consente, a portare avanti nuna nuova covata), prima di allontanarsene definitivamente e disperdersi.

## Distribuzione e habitat

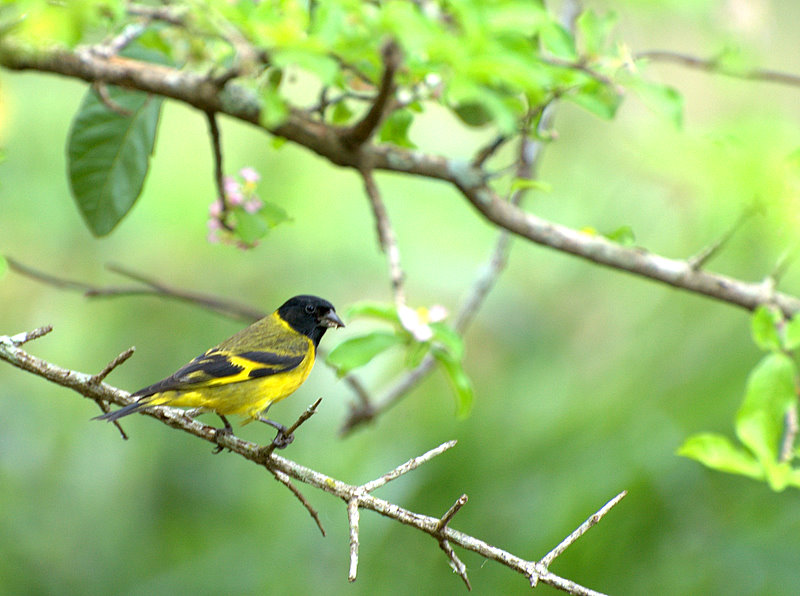
Maschio a Piraju.

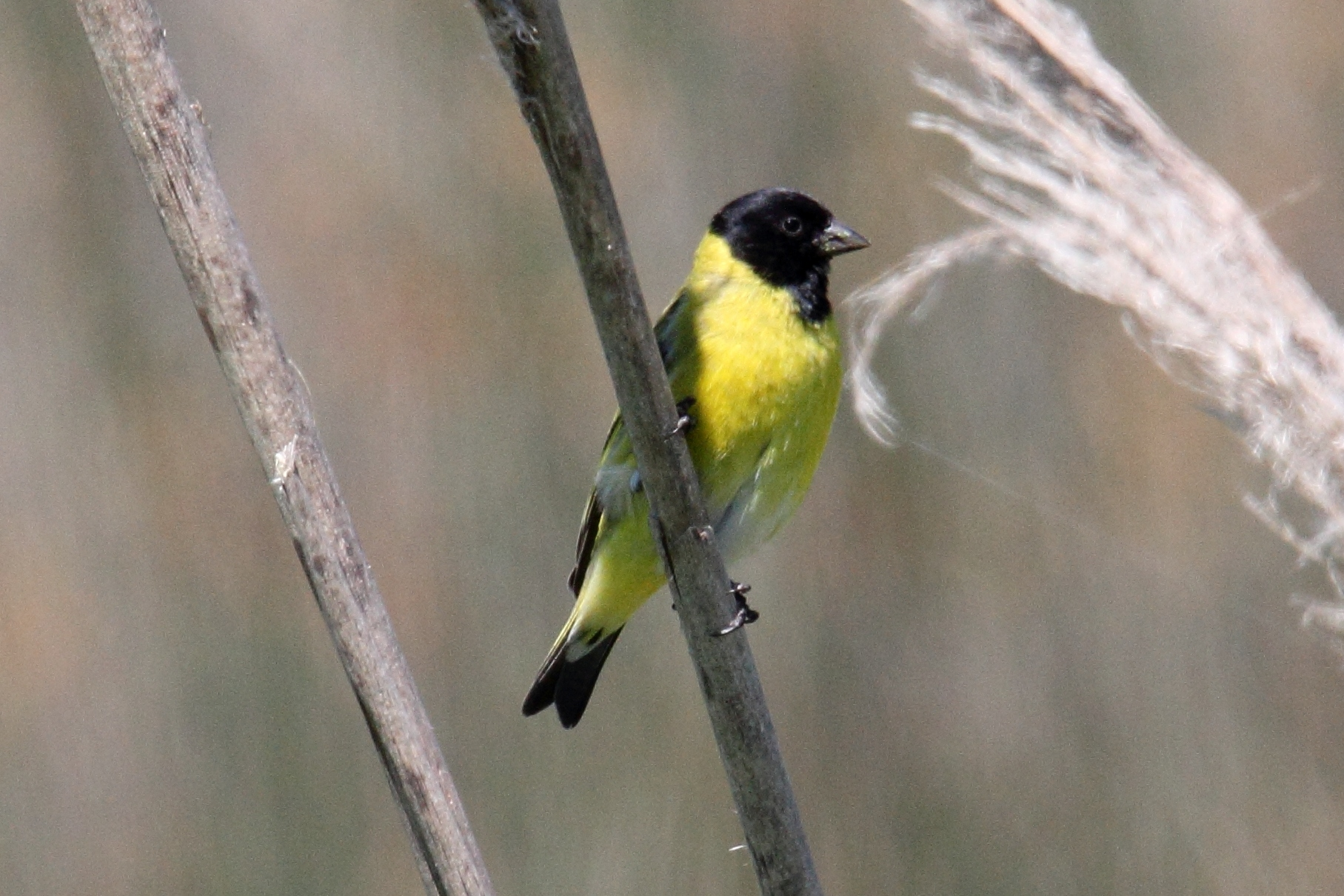
Maschio in Argentina.

Il lucherino monaco occupa un areale piuttosto vasto, che comprende gran parte dell'America meridionale, estendendosi lungo la cordigliera andina dalla Colombia sud-occidentale all'estremo nord del Cile, da qui a sud-est fino al Rio Negro e all'area di Brasilia, con una popolazione disgiunta presente anche sul massiccio della Guiana.
L'habitat di questi uccelli è rappresentato dalle aree boscose di pianura, collina o pedemontane: questi uccelletti si dimostrano tuttavia molto versatili, colonizzando anche le aree sparsamente alberate, i campi da taglio, la savana, le aree cespugliose, le piantagioni ed i centri urbani con presenza di parchi o giardini alberati.

## Tassonomia

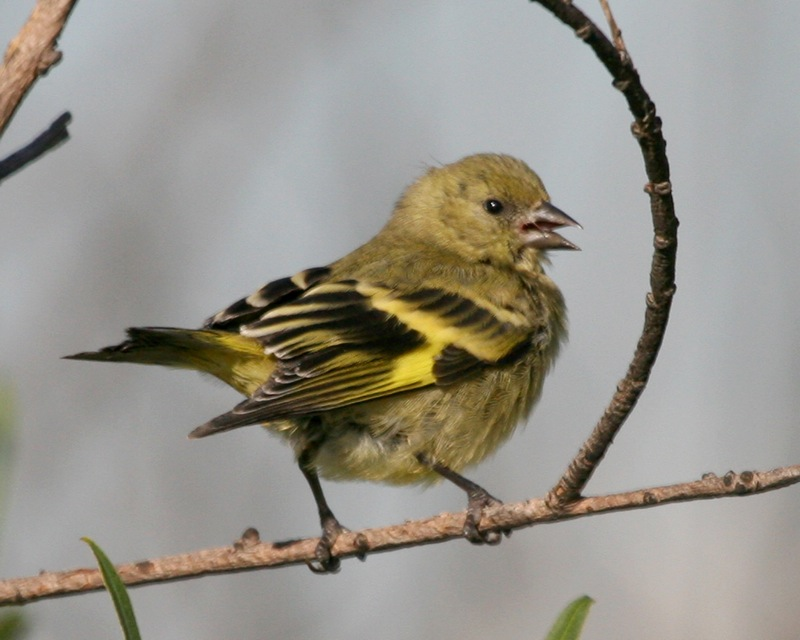
Femmina della sottospecie nominale nei pressi di Buenos Aires.

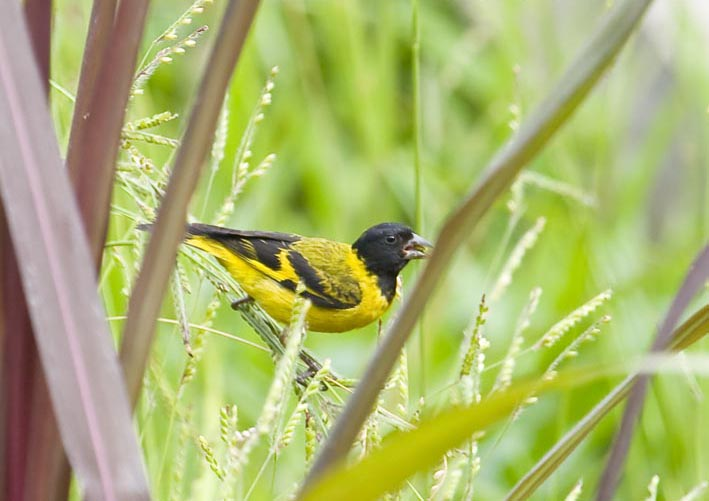
Maschio della sottospecie ictericus in Brasile.

Se ne riconoscono dodici sottospecie:
- Spinus magellanicus magellanicus (Vieillot, 1805) - la sottospecie nominale, diffusa in Uruguay e Argentina nord-orientale (dal sud della provincia di Corrientes al Rio Negro;
- Spinus magellanicus capitalis (Cabanis, 1866) - diffusa in Colombia sud-occidentale, Ecuador e Perù nord-occidentale (fino a La Libertad);
- Spinus magellanicus paulus Todd, 1926 - diffusa dall'Ecuador centro-meridionale (a sud di Milagro) al Perù sud-occidentale (regione di Arequipa);
- Spinus magellanicus peruanus Berlepsch & Stolzmann, 1896 - endemica del Perù centrale (dalla regione di Huánuco al nord delle regioni di Ayacucho e Cuzco);
- Spinus magellanicus urubambensis Todd, 1926 - diffusa nel sud del Perù e nell'estremo nord del Cile (Tarapacá);
- Spinus magellanicus santaecrucis Todd, 1926 - endemica del dipartimento di Santa Cruz;
- Spinus magellanicus bolivianus (Sharpe, 1888) - endemica del sud della Bolivia;
- Spinus magellanicus hoyi (König, 1981) - endemica della provincia di Jujuy;
- Spinus magellanicus tucumanus Todd, 1926 - diffusa lungo le pendici andine dell'Argentina nord-occidentale (dalla provincia di Jujuy alla provincia di Mendoza);
- Spinus magellanicus alleni Robert Ridgway, 1899 - diffusa in Bolivia sud-orientale, Paraguay e Argentina nord-orientale;
- Spinus magellanicus ictericus (Lichtenstein, 1823) - diffusa in Brasile a sud del Minas Gerais ed in Paraguay orientale;
- Spinus magellanicus longirostris (Sharpe, 1888) - diffusa nell'area di confine fra il Venezuela, la Guyana e lo stato brasiliano di Roraima;

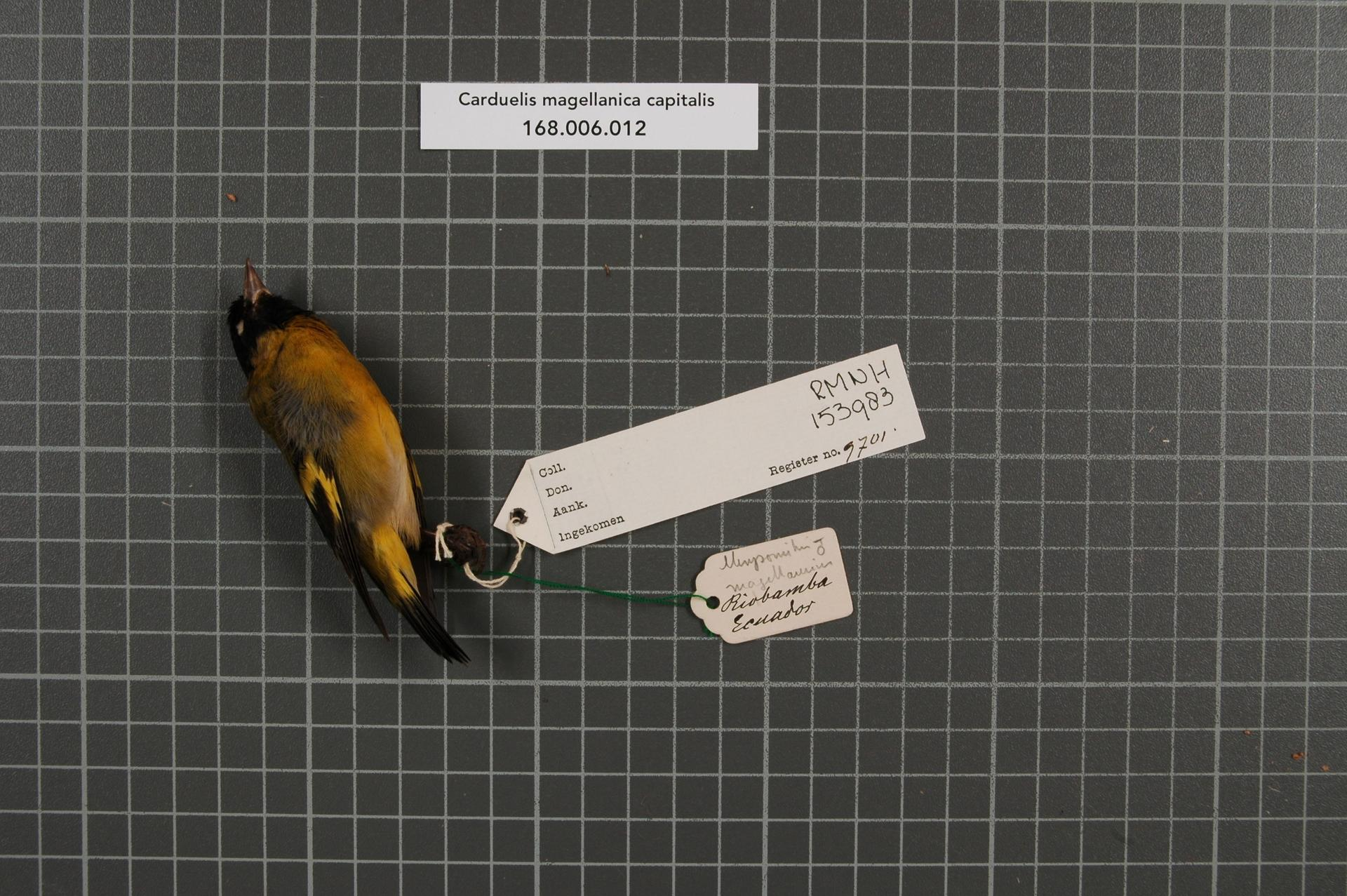
Maschio impagliato della sottospecie capitalis.
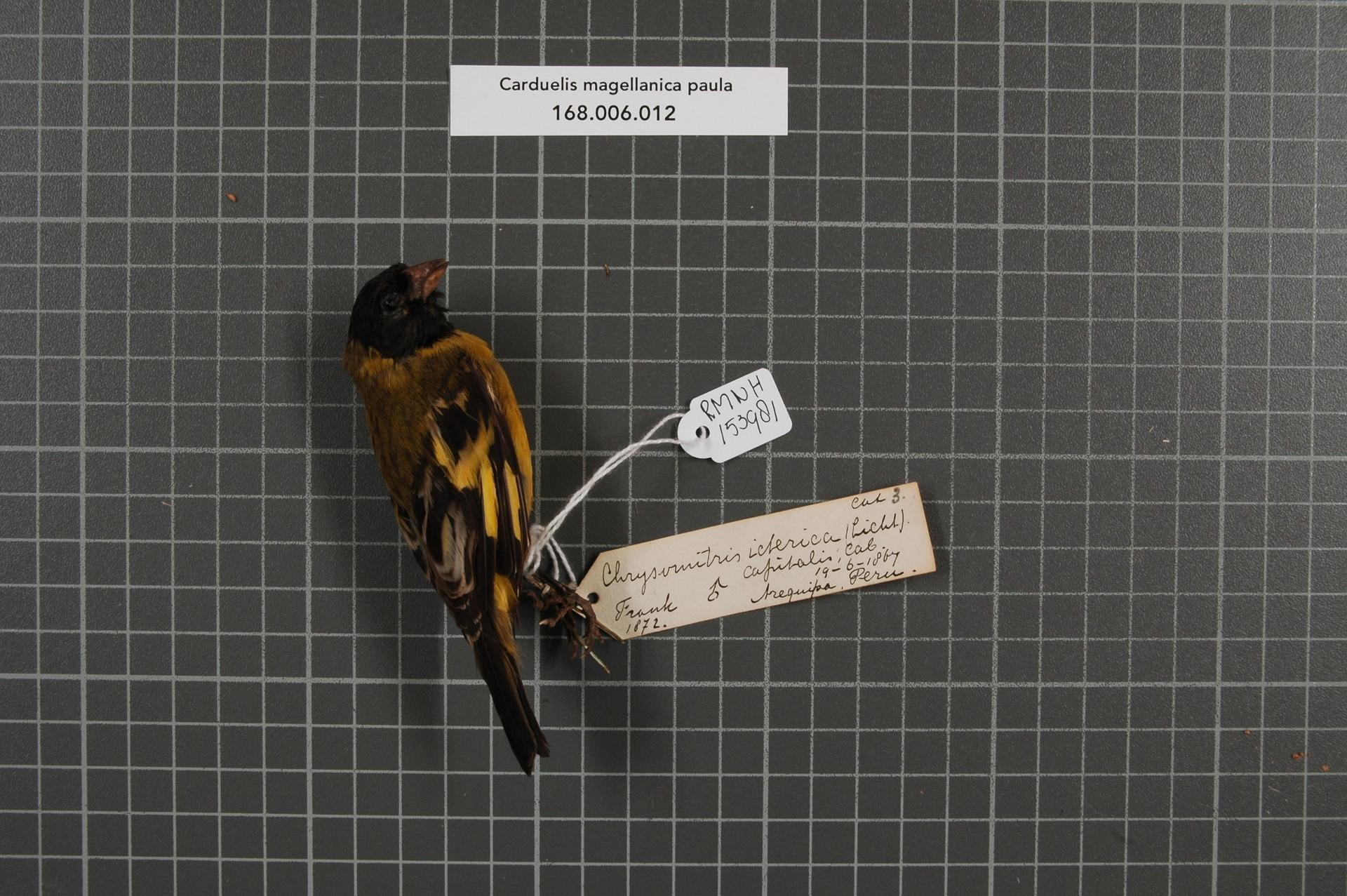
Maschio impagliato della sottospecie paulus.
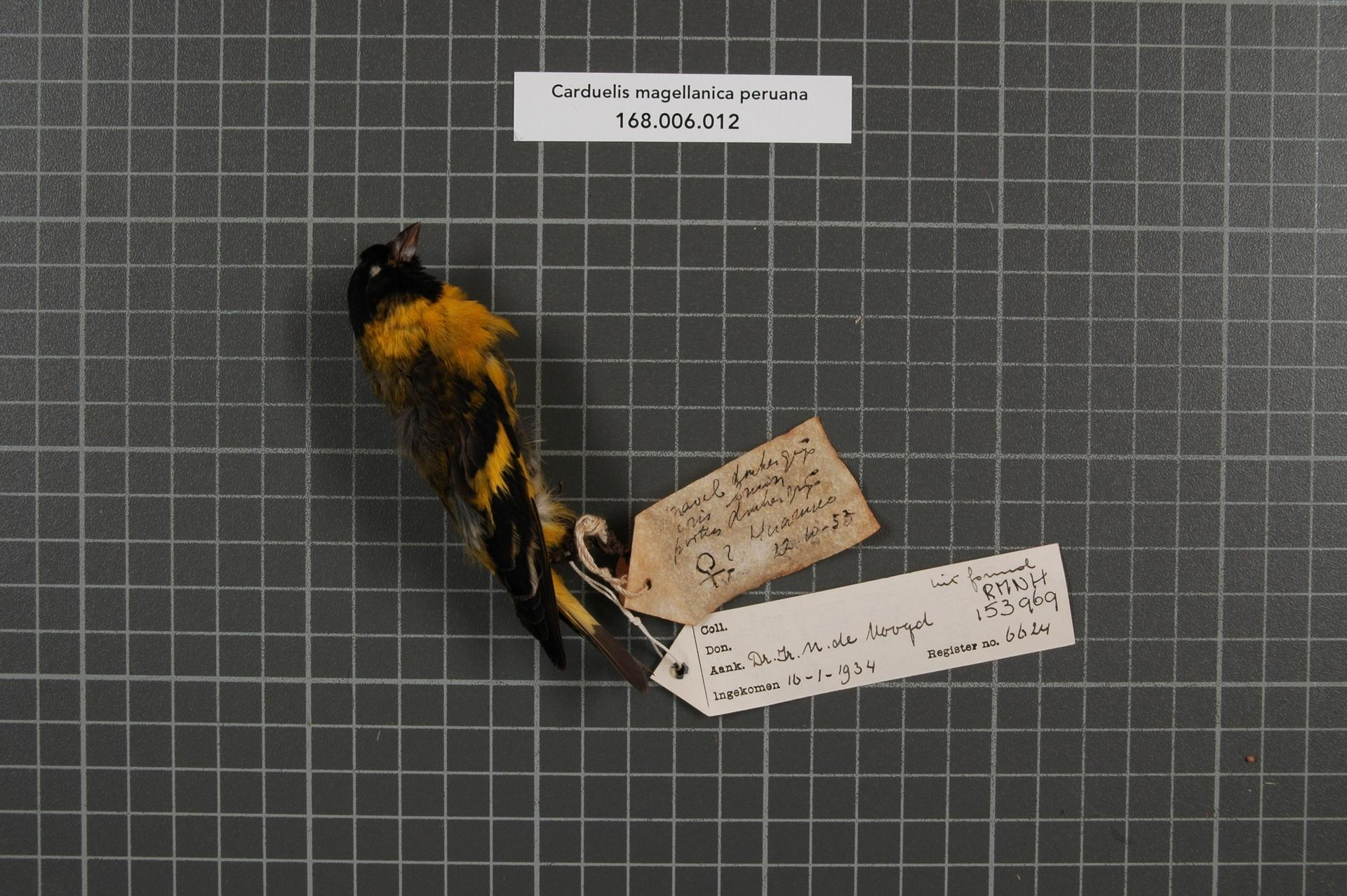
Maschio impagliato della sottospecie peruanus.
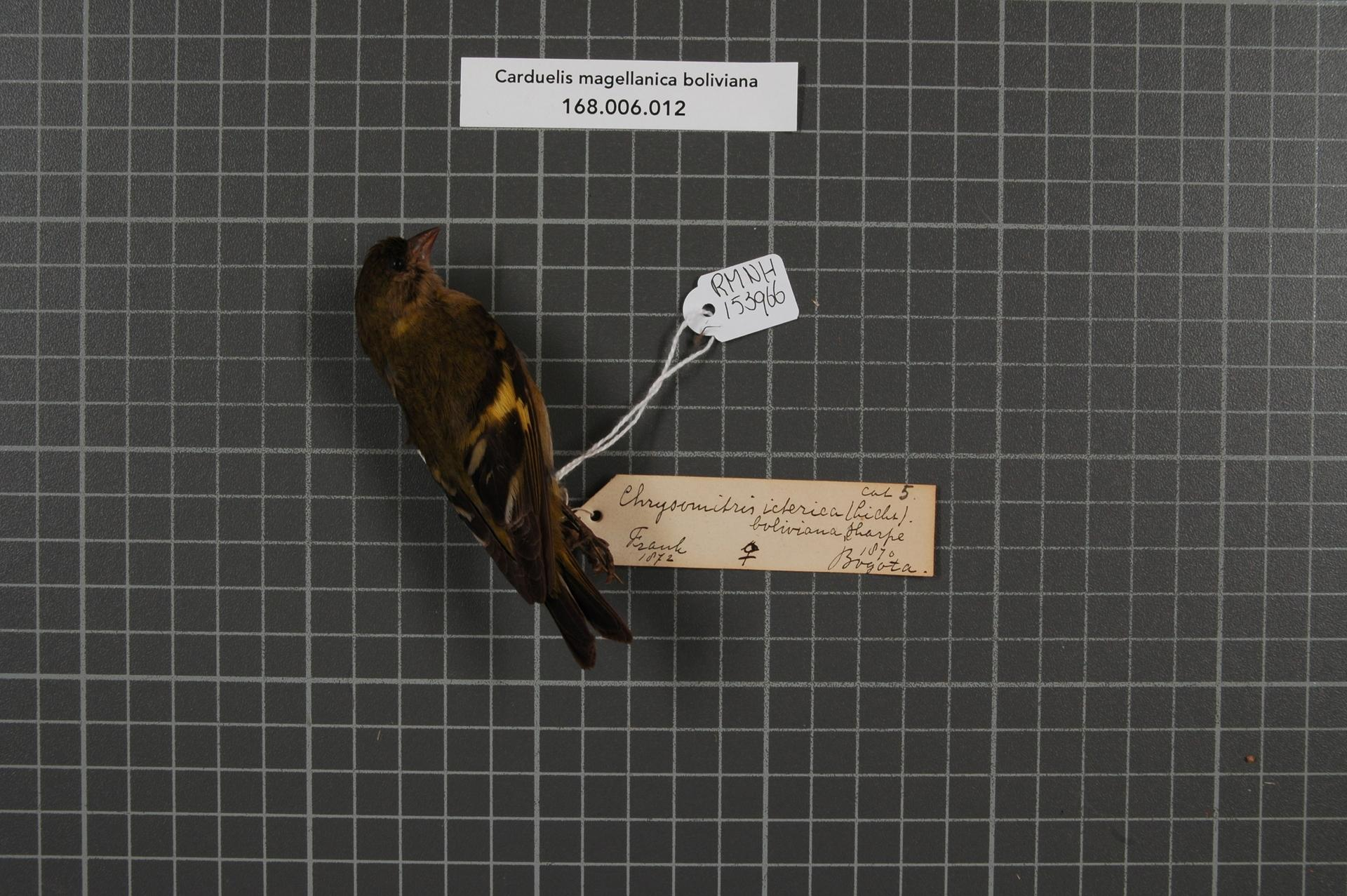
Femmina impagliata della sottospecie bolivianus.

La sistematica della specie risulta piuttosto complessa e lungi dall'essere chiarita, essendo molto verosimilmente frutto di parafilia: se ne individuano infatti due gruppi differenti (un primo "montano" capeggiato dalla sottospecie capitalis e comprendente anche paulus, peruanus, urubambensis, santaecrucis, hoyi e tucumanus, ed uno "di pianura", capeggiato dalla sottospecie nominale e comprendente le rimanenti), con la sottospecie alleni molto vicina al lucherino ventregiallo (col quale forma un taxon fratello) e le sottospecie peruviane molto vicine al lucherino della Cordigliera, mentre la sottospecie santaecrucis si dimostra piuttosto lontana dalle altre (al punto che alcuni studiosi ne proporrebbero l'elevazione al rango di specie a sé stante, col nome di Spinus santaecrucis, come successo col lucherino olivaceo, in passato anch'esso considerato una sottospecie del lucherino testanera) e la sottospecie bolivianus probabilmente frutto di processi di ibridazione, peraltro non infrequenti fra le varie popolazioni di questi uccelli.